# رنگینک‌های رخ‌سیاه
رنگینک‌های رخ‌سیاه (نام علمی: Spermestes) یک سرده از پرندگان دانه‌خوار کوچک از خانواده سهرگان ریز است. آنها در سراسر جنوب صحرای آفریقا پراکنش دارند.

## آرایه‌شناسی
سردهٔ Spermestes در سال ۱۸۳۷ توسط طبیعت‌شناس انگلیسی ویلیام جان سوینسون برای سازگاری با رنگینک برنزه معرفی شد. این نام ترکیبی از واژهٔ یونان باستان اسپرمبه معنای «دانه» و واژهٔ -estēs به معنای «خورنده» است.
بر اساس نتایج یک مطالعه تبارزایی مولکولی که در سال ۲۰۲۰ منتشر شد، این سرده برای دسته‌ای از گونه‌هایی که در گذشته به سرده‌های سهره‌های ریز و Odontospiza اختصاص داشتند بازسازی شد.
این سرده چهار گونه دارد.